# Trustis
La trustis (o truste) era, negli eserciti germanici, un gruppo di guardie scelte armate che avevano giurato fedeltà ad un signore.
Dal libro di Marculfo Monaco, che visse nel secolo VII, si evincono due definizioni: «Eius derivatio ex vocabulo Trustis est, quod fidelitatem, seu vassallagium significat» e «Trustis autem fidelitatem, et vassallagium cum iuramento promissum significat».
Il termine germanico ha evidenti assonanze con l'odierno trust inglese.

## Origini
Nell'antichità, trustis era il nome delle guardie armate del capo-tribù, il guerriero riconosciuto come il più valoroso e il più nobile per stirpe di nascita. Gli altri guerrieri della tribù, detti antrustioni, rappresentanti di un'aristocrazia che poteva permettersi armamenti e cavalli, giuravano fedeltà al signore in cambio di protezione e favori nella distribuzione dei bottini di guerra.
I sovrani pipinidi trasformarono questo primitivo concetto di fedeltà al capo in un vero e proprio rapporto strutturato, corredato di un complesso rituale di investitura, il cosiddetto omaggio.
Il vassus ('vassallo') garantisce la propria fedeltà e il proprio impegno armato in favore del senior, con un giuramento sottolineato da gesti rituali quali il porre le mani fra quelle del senior. Quest'ultimo, in cambio, offre una proprietà terriera in usufrutto – il beneficium – come contributo perché il vasso possa armarsi; il beneficium è revocabile quando cessi il servizio, e proporzionato al periodo dell'anno per il quale il servizio è prestato.
A partire da Pipino II di Herstal che aveva riunificato i tre regni franchi diventandone sovrano nel 687, la forza della nuova dinastia poggia dunque sulle immense proprietà terriere austrasiane e sul grande sviluppo di clientele armate, legate ai maestri di palazzo da giuramenti di fedeltà personale, che si fossero distinti in battaglia e ai quali erano state attribuite delle terre.
A volte, gli stessi aristocratici facevano parte della trustis regia e seguivano il loro signore durante le guerre, esigendo (una volta tornata la pace) il risarcimento dei beni perduti. Così prescriveva l'articolo 12 dell'editto di Parigi del 614: «Ciò che uno dei fedeli, ovvero leudes, ha perduto per essersi mostrato fedele al suo legittimo signore, ordiniamo che gli sia giustamente restituito».
Il successo della dinastia dei Pipinidi, rapidamente ascesa dal ruolo di maestri di palazzo di uno dei piccoli regni franchi a quello di sovrani dell'intero dominio, riconosciuti ed incoronati dal vescovo di Roma, è legato innanzitutto alla loro capacità di sviluppare ed alimentare delle forti clientele armate, elaborando quell'istituto tipico delle tribù germaniche chiamato trustis.

## Il rapporto ditrustis
Il beneficium, l'accomendazione (beneficium ecclesiastico affidato ad un secolare per goderne le rendite, con obbligo di donazione alla chiesa in caso di morte del titolare) e l'immunità erano gli elementi essenziali dell'istituto feudale della trustis. I rapporti di accomendazione (l'equivalente latino della "raccomandazione" o clientela, secondo cui chi è in stato di bisogno può diventare "cliente" o raccomandato di un potente, il quale lo pone sotto la sua protezione, in cambio di svariati servigi) e soprattutto quelli di trustis e di vassallaggio (che riguardano più direttamente i guerrieri) nel secolo VIII conoscono un grande sviluppo. In particolare, il rapporto di trustis prevedeva fedeltà reciproca, in quanto il capo che tradiva la fiducia non era meno colpevole del dipendente. Inoltre, il rapporto vassallatico di trustis nasce come forma di pagamento diretto e in natura delle prestazioni armate di un'élite specializzata.
Questo rapporto era diretto da regole ben precise e non potevano essere violate, pena una punizione decisa precedentemente, che poteva essere anche la morte.

## La natura dellatrustis
La trustis era composta da guerrieri che erano già dei proprietari terrieri, ossia appartenevano all'aristocrazia: dunque, il beneficium offerto dal sovrano in cambio del loro servizio rappresentava solo una porzione delle terre da loro gestite e neanche la porzione maggiore. Essi erano già ricchi di famiglia, in un'epoca in cui la circolazione monetaria era estremamente ridotta e la ricchezza era costituita dalla terra.
Il sovrano, a sua volta, era ricco di terre da dare in godimento ai propri uomini, perché nella concezione germanica il regno è in qualche modo proprietà del sovrano, non nel senso di «proprietà privata» (che è un concetto moderno ripreso dal diritto romano), bensì entità pubblica soggetta ad atti che per il diritto moderno sono considerati di diritto privato, quali la donazione). Peraltro, il sovrano aveva sempre una quantità di terre necessaria per alimentare un esercito via via crescente, poiché redistribuiva le terre ecclesiastiche. La Chiesa infatti possedeva grandi estensioni di terre, immuni da imposte e dalla giurisdizione del sovrano, ottenute attraverso pie donazioni e lasciti testamentari. Ma all'epoca il vescovo di Roma non era ancora il capo e ciascuna provincia ecclesiastica faceva riferimento solo al proprio arcivescovo: così valeva l'equazione res sacra = res publica.

## La fine dellatrustis
Quando la trustis cominciò ad essere utilizzata per portare avanti delle politiche di opposizione al re, un capitolare carolingio del 779 vietò ai potenti di avvalersene.